# Areni
Areni (arménsky Արենի) je vesnice v provincii Vajoc Dzor v Arménii. Žije v ní asi 1700 obyvatel. Leží na obou březích dolního toku řeky Arpa, 20 kilometrů od Jeghegnadzoru, centra provincie. Dříve byla osada známá jako Arpa. V roce 1946 byl název změněn prostřednictvím výnosu Nejvyšší rady sovětské Arménie. Okolí Areni je považováno za oblast, kde lze nalézt širokou škálu vzácných motýlů. Základem místní ekonomiky je vinařství, v obci sídlí dvě vinopalny, které vyrábějí proslulé víno „Areni“. Od roku 2004 se ve vesnici každoročně v říjnu koná vinařský festival. Asi půl kilometru severně od obce, na vrcholu kopce, stojí kostel svaté Matky Boží, postavený architektem Momikem v roce 1321. V administrativní oblasti obce leží známý klášter Noravank, asi 6 kilometrů jihovýchodně od obce.
V letech 2007-2008 vesnici proslavily celosvětově archeologické výzkumy v nedaleké jeskyni Areni-1. Arménsko-irský tým odhalil v jeskyni vrstvy z chalkolitu a ze starší doby bronzové (5000-4000 př. n. l.). Objeveny byly tři pohřební nádoby. Každá obsahovala lidskou lebku. Jedna lebka obsahovala kus dobře zachované mozkové tkáně. Jde o nejstarší známý lidský mozek v Evropě. Jeskyně také nabídla nové pohledy na původ moderních civilizací. Nové objevy v jeskyni posunuly kulturní aktivitu rané doby bronzové v Arménii asi o 800 let hlouběji do minulosti. Mezi další objevy na místě patří kovové nože, semena z více než 30 druhů ovoce, zbytky desítek druhů obilovin, provaz, látky, sláma, tráva, rákos a sušené hrozny a sušené švestky. V roce 2010 byla ve stejné jeskyni objevena nejstarší kožená bota na světě. V lednu 2011 archeologové oznámili objev důkazu o nejstarším vinařství na světě. Vinařství obsahovalo lis na víno, kvasné kádě, sklenice a poháry.